# 地球外少年少女
『地球外少年少女』（ちきゅうがいしょうねんしょうじょ、英題: The Orbital Children）は、プロダクション・プラスエイチ制作による日本のオリジナルアニメ作品。
2022年1月28日より動画配信サービスNetflixで全世界独占配信された。日本国内では前編『地球外からの使者』が世界配信と同日の1月28日、後編『はじまりの物語』が2週間後の2月11日より劇場で公開された。
AIの発達により、誰もが宇宙空間に行けるようになった2045年の日本の民間宇宙ステーションを舞台に、少年少女たちによる冒険物語が描かれる。
キャッチコピーは『未来からは逃れられない。』。

## 概要
磯光雄による2作目のオリジナルアニメ作品。監督デビューとなった前作『電脳コイル』からは約15年ぶりとなる監督作で、原作と脚本も手掛けている。それ以外にも絵コンテ、原画チェック、CG、撮影（コンポジット）など、音響以外のほとんど全ての工程を手掛けている。
総作画監督とキャラクターデザイナーに吉田健一（『エウレカセブン』シリーズ、『ガンダム Gのレコンギスタ』）、メインアニメーターに井上俊之（『AKIRA』『GHOST IN THE SHELL / 攻殻機動隊』）が起用された。
制作のきっかけは、磯が映画『ゼロ・グラビティ (映画)』を見たこと。同作が宇宙の描写は間違っていてもスペクタクル映画としてはよく出来たエンターテインメント作品だったため、「宇宙物はもうSFではなくてもいいのではないか」と感じたという。そしてもう一つの理由は、吉田健一と「明るくて面白い宇宙や未来をアニメの舞台として描きたい」と意気投合したこと。
日本では珍しい「ロボットアニメ」ではないSF物の完全オリジナル作品。宇宙への夢や憧れを導入に、古典的冒険サバイバル、SFの普遍的テーマである人工知能（AI）と人間の共生などの科学、そしてオカルトや陰謀論まで幅広いテーマを扱っている。
肌に直接プリントして手の平や甲にディスプレイを表示させる次世代携帯端末「スマート」、子供たちの相棒となるドローン、人工知能の端末として働く人型ロボット、市販の簡易宇宙服、ORIGAMI技術が取り入れられたヘルメットやマイボトル、自己組織化するマイクロマシンが入っていて電波の送受信ノードになる壁の塗装、布などの柔らかい素材で出来たインフレータブル型の宇宙ステーション、インターネットや商業施設が完備された誰でも行ける宇宙空間など、磯の想像する近未来の宇宙像が詰め込まれている。磯は、誰でも宇宙に行けるようになった世界で、SNSを駆使するような子どもたちによるハッキング的なバトルと壮大な天体ショーを両立させた新しい宇宙を描きたかったと語っている。
通信デバイスやXR技術が発達しているが、アバターやロボットではなく、あくまで現実の体で宇宙に行って体験をするという肉体が重要な世界となっている。このことについて磯は、映像などを自身で所有することに価値があった自分たちの世代と違い、ストリーミングなどでいつでも好きな作品にアクセスできる若い世代には逆に現場に行って「その瞬間そこにいた」というライブ体験のほうが重視されるようになっていること、また現状では仮想世界も重たいゴーグルをかけて現実の肉体を経由しないと体験できないことを挙げている。
タイトルについて、磯が思いついてすぐにスタッフの吉田健一に見せたところ、テレビアニメ『プラネテス』のサブタイトルに似たものがあると指摘された。しかし、舞台は同じ宇宙でもテーマが異なるため、先行作品の先見性へのリスペクトも込めてそのまま使うことにした。
本作には前作『電脳コイル』との共通点を感じさせる描写や設定がファンサービスとして意図的に入れられている。当初は入れる予定はなかったが、企画発表時に若いファンから前作とのつながりに対する質問が予想以上に来たため、「見た人が嫌でないのなら出してもいいだろう」と考えて入れることにした。
本作で磯は、日本のアニメが実写映画のようなアニメーションを追求する過程で失った、60〜70年代の東映動画やAプロの作品にあった「感じが出ている」と表現された実写以上のリアリティーを意図的に引き継ごうとしている。荒唐無稽なフィクションを展開するテレビ漫画的な時代を経て、スタジオジブリを筆頭とする人間ドラマの担い手たちが人物・事物の動きを手描きアニメで再現しようと努力を続け、ガンダムからエヴァンゲリオンへと続くメカやロボットアニメの担い手たちが物体の動きに物理学的な信憑性を求め続けてきたことで、日本のアニメは大人でも楽しめる複雑かつ豊かなものへと育ってきた。しかし、その両者に参加した経験を持つ磯は、本作では映像としての正確さよりもアニメーションとしての面白さや観ている人が違和感なく楽しめることにこだわり、新しさと信憑性・説得力を維持したままで「古きよき宇宙エンタメ」を再構築することに挑んだ。
全6話構成のミニシリーズで一話30分を目安にしているものの各話ごとに尺が違うため、公開にあたってはクリエイティビティを優先して柔軟に対応できるフォーマットを選んだ。その結果、Netflixによる全世界同時配信と国内での限定劇場公開という形になった。また劇場公開時、前後編ともミニシアターランキングでそれぞれ1位を獲得している。
予算やスケジュールの都合で、磯の最初の想定の2分の1ほどの長さに短縮されている。映画として一般的なサイズの2時間以内に収めたかったが、短く作るほうが難しく、最終的に3時間の作品になった。それでも磯の希望する尺より1時間ほど短く、作品世界的に不可欠なシーンが大幅に削減されている。特に後半ラスト近辺では、物語的にもテーマ的にも重要なシーンがカットされている。磯は「物語としては完結させて十分楽しんでもらえるものになっているが、その上でより楽しい本来の『ディレクターズ・カット版』をぜひ世に出したい」と語っている。

## テーマ
本作のテーマは「宇宙」と「AI」（人工知能）。両者が選ばれたのは、どちらも将来一般的な話題になりそうだが、企画した時点では世間の人々の関心が薄く、はっきりしたイメージを持っている人が少なかったため。
「宇宙」を舞台としたのは、近年の日本アニメではあまり見られなくなったのと、2020年代はアメリカの商業宇宙活動や中国の宇宙進出など「宇宙の10年」になると予想していたため。しかし、いずれ民間宇宙開発の話題が盛り上がり、それまで関心のなかった人々も興味を示すようになるのがわかっているのに、その頃（2010年代中頃）の日本のアニメ業界では「オワコン」と言われ、周りにその話をしても全く通じなかった。そこで磯は、皆がまだ「宇宙」を古いつまらないコンテンツだと思っている内にその題材で何かおもしろいものを作ることができれば価値があると考え、自分でやることにした。また軽い興味を持ったにわかファンが増えることが宇宙開発への支持や予算の面でも大きな力になると思い、初めて宇宙の物語に触れる子供でもわくわくする宇宙を描くことに重点を置いてあまり知識がない素人でも楽しめる「浅瀬」のような作品として作ったという。
ただ、あらためて「宇宙」を描くのであれば、その魅力を新しい世代に伝えるためにも以前と同じことをやってもダメだろうと思った。20世紀に主流だった宇宙物の作品は第二次世界大戦の延長の戦争の場であり、「国家の命運」がかかったような重厚長大なテーマが多かったため、西洋が主役の話が多く、なかなか日本の活躍を描きにくかった。そのため、本作ではそういうイメージを忘れ、観光や商業を目的とした面白くて楽しいカジュアルな宇宙を描きたかったと磯は語っている。それまでの"20世紀の宇宙"は、軍人や宇宙開発の専門家が活躍する鋼鉄で出来た重い隔壁に代表される「重工業の宇宙」だった。そこからの脱却を目指した本作の"21世紀の宇宙"では、インフレータブルという風船のように膨らむ布で出来た宇宙ステーションに象徴される「軽工業の宇宙」となった。
宇宙ステーションにインターネットやコンビニを設置したのは、若いスタッフに宇宙に行きたいかと聞くと「行きたくない」という答えがほとんどだったため、どうすれば彼らのような普通の人が宇宙に行く気になるかを考えた結果である。舞台を低軌道（距離にして東京・名古屋間ほど）にしたのも、初めて宇宙に興味を持った素人がすぐ行けそうな宇宙だったから。そして彼らと話をするうちに、この世代でも動画配信者やインフルエンサーなら行くのではと気づいたので、この件については決着を見た。
「AI」を取り上げたのは、「近い将来実現しそうだがまだ妄想を膨らますことが出来る今がアニメにするのにちょうどいい」と思ったため。本作で気を付けたのは、ハリウッド映画のAIのようにはしないということ。磯自身はAIに自我や感情が芽生えたり恋をしたり、人間に反逆したりという方向性の作品には全く興味がない。AIが人と心を通わせられるというのは本当かどうかわからないし、それは人間同士でも同じであって、むしろそのくらいで丁度いいのではないかと思っているという。また昔の作品ではAIは巨大なマザーコンピュータとして登場するが、今時のAIはアプリのような形態で現れるのではないかと考えた。「シンギュラリティ」という言葉は、公開する頃にはすでに使い古されていると予想して、代わりにルナティックという言葉を使っている。
「AI」に関連しては、フレーム問題がストーリーの核心に据えられ、「フレーム」が人間（人類）とAIの関係性にかかわる最も重要なキーワードとなりうることが提示されている。また磯は「物語にもフレームがあって、どこまでを物語の世界に含めるかで、結末の意味もまったく変わります。非常に重要な概念だと思います」と語っている。ラストは一応ポジティブに受け取れる話になっているが、多面的な作り方をしているため、実はそれだけではないという。そのことについて、磯は「狭いフレームの人間や事物を対象とすればAが正解だとしても、もっと範囲を広げるとBが正解かもしれず、かといっていたずらに広げることが良いことだとも限らない」と言っている。
磯は、最近の日本は過剰に安心安全を求めすぎてリスクを冒すことや未知のものを敬遠するようになった結果、未来につながるものがことごとく切り捨てられ、可能性の少ない場所になってしまっていると感じ、あえて「中二病」の子供を主人公にした。日本では「中二病」的なものに対して否定的な意見ばかりだが、本来、「自分はもっとすごいことが出来るはずだ」という自信の源であり、成功への原動力でもある。磯は「日本的な考え方は犯罪の抑止などにつながっている面もあり完全に否定はできないが、同時に可能性の芽を摘み取ることにもつながっている。そのため、海外には「中二病」のまま大人になって成功する人間が大勢いる一方、日本はそういう人材を生み出しにくくなっている」と考えている。また20世紀後半には科学や未来を肯定するほうへ触れていた振り子が、近年は逆方向へ振れて科学技術を否定する文脈が主流となった。しかし、それもそろそろピークを超え、そういった偏見の方が古臭いものになりつつあると考えてこの作品を作ることにしたという。今の日本は未来から目を背け、変化を嫌っているが、どんなに目をそらしていても未来は確実に訪れるので、キャッチコピーは「未来からは逃れられない。」とした。
本作を「明るく楽しい宇宙」にしたのは、最近の未来を扱うフィクションが若者のやる気を奪うような暗いディストピア作品ばかりであるため。それが良くないのは、フィクションというのはどこをどう切り取って見せるかで変わるものなので醜いところばかり見せようと思えばいくらでもそうできるが、それをやってしまうと実際にそういうイメージになってしまうから。そこで磯は、未来について悪いことばかり言わず、「いいこともきっとあるから、みんなで想像して、もうちょっと楽しい未来を作っていこうよ」という意志を持って本作を作ったという。
本作がSFかどうかについては「わからない」としている。SFかSFでないかの不毛な論争で気軽に楽しみたいだけのファンを遠ざけないためと、「ウソをつけなければフィクションをやる意味がない」と考えているためであり、「科学的に正しい宇宙」と「楽しい宇宙」であれば、迷わず後者を選択している。登場するガジェットが「実現できるかどうか」についてはあまりこだわらないようにしており、専門家から見たら科学的に間違っていても、面白くなるときはそのまま押し通してしまうこともあった。
科学とオカルトが前作『電脳コイル』に引き続き並立するテーマとして登場し、本作では陰謀論が重要なカギとなっている。磯は、現実の世界とちゃんと区別してフィクションという枠の中で楽しむものとしてなら、自分の中では科学もオカルトも同一線上にあって対立していないという。彼自身は日常的にそれを楽しんできた世代であるため、人の性としてそういうものに心躍らせることは避けられず、それについての議論や問題は将来も起こるだろうという諦念がある。しかし、そうならないために「まずはフィクションとして楽しんで耐性をつける」習慣が広がればいいと考えている。
物語と世界観については、前半の日常の楽しさが後半で裏切られて崩壊していくという二重構造を持っている。前半の日常の楽しさは後半で隠されていた世界の裏側を曝け出すための布石だが、日常の価値と崩壊への想像のどちらにも実感を持てるよう、両方とも本気で描いている。また物語の構造は、キャラの関係性もストーリーの展開も垂直で永遠に上昇し続ける少年漫画的な展開は限界と考え、水平で横に広がって行く少女漫画を目指したが出来なかった。前半のような純粋な宇宙物を最後まで続ける予定だったが、最後の最後で我慢が出来なくなり、プロデューサーが止めるのも聞かずに垂直方向に飛び出してしまった。

## あらすじ
物語の舞台はAIやインターネットが普及した2045年の宇宙空間。新たにオープンする日本製の商業用ステーションで大規模な事故が発生してしまう。そこに取り残され、大人からの救助が望めない子供たちの命綱は、辛うじて生き残ったナローバンドとSNS、フリーアプリの低知能AIやスマートで操作できるドローンなど。これらを駆使し、仲間やAIの力を借りて生きるための行動を採る彼らは、史上最高知能に達したAIが語った恐るべき予言の「真意」にたどり着く。

## 登場人物
各人物の情報は公式サイトによる。キャラクターの名前は各国の宇宙基地の名称で揃えられている。
相模 登矢（さがみ とうや）
声 - 藤原夏海
14才。月で生まれた人類初の子供の一人で、厨二病の問題児。頭に史上最高知能に達したといわれるAI「セブン」が設計したインプラントが埋め込まれており、その隠れた欠陥を修正するために知能リミッターを解除した相棒のドローン「ダッキー」を使ってハッキングを試みる。
七瀬・Б・心葉（ななせ・ベー・このは）
声 - 和氣あず未
14才。登矢の幼なじみで、同じく月生まれの少女。登矢同様、頭にインプラントを埋め込まれている。登矢よりも身体が弱く、常に彼女の心拍数や呼吸を計測している医療用ドローン「メディ」と行動している。カルテ上の氏名は七瀬・バイコヌール・心葉となっている
筑波 大洋（つくば たいよう）
声 - 小野賢章
15才。ディーグルの未成年者宇宙体験キャンペーンで地球から「あんしん」にやって来た少年。UN2.1公認のホワイトハットハッカーで、相棒のドローン「ブライト」と共に違法行為をパトロールしている。柔らかな物腰で誰に対しても丁寧に接するが、正義感が強すぎるあまり、時に周りが見えなくなって苛烈な態度を取ることも。
美笹 美衣奈（みささ みいな）
声 - 赤﨑千夏
14才。宇宙（そら）チューバーを自称し、SNSのフォロワー1億人を目指す少女。常にアイドルらしい振る舞いでリスナーに語りかけるが、ひとたびネットが切れるとパニックになる。宇宙は嫌いだが、フォロワー獲得のチャンスと思い、ディーグルの未成年宇宙体験キャンペーンで「あんしん」を訪れた。宇宙に関する知識は皆無。
種子島 博士（たねがしま ひろし）
声 - 小林由美子
12才。両親の離婚により姓は違うが美衣奈の弟で、姉とともに「あんしん」へと向かっている。宇宙に詳しい宇宙少年で、今回のキャンペーンで大好きな宇宙に行ける事が本当に嬉しくてしようがない。また、宇宙生まれの登矢の大ファンで、彼の裏アカウントで語られている様々な陰謀論まで熟知している。
那沙・ヒューストン（なさ ヒューストン）
声 - 伊瀬茉莉也
宇宙ステーション「あんしん」の看護師および介護士で登矢と心葉を担当している。都合よく仕事を任されることが多く、キャンペーンで「あんしん」に招待された子供たちのアテンダントも押し付けられ、嫌々同行する。趣味は「セブンポエム」と呼ばれるオカルトじみた予言を見ること。
相模市長
声 - 花輪英司
あんしん市の市長。登矢の叔父で、両親を亡くした彼を引き取っている。しかし地球外生活者は正式な養親になれないので、登矢を地球に行かせるために「あんしん」で重力リハビリをさせている。
野辺山・ダルムシュタット・伊佐子（のべやま ダルムシュタット いさこ）
声 - 竹内恵美子
「あんしん」のオペレーター。那沙とは良い友人。
ジョンソン・内之浦・ケネディ（ジョンソン うちのうら ケネディ）
声 - 濱野大貴
「あんしん」のオペレーター。ハーバード出身だが、むしろ"脳筋"。
あんしんくん
声 - 浦山迅
「あんしん」の元設計主任・国分寺が制作した「あんしん」のマスコットキャラクター。
ダッキー
声 - 藤原夏海
登矢の黒い球体型ドローン。正式名称はダークネスキラーでダッキーは愛称。言語機能が壊れていて会話ができない。
ブライト
声 - 川島得愛
大洋の白い立方体型ドローン。UN2.1の制式ドローンで会話が可能。
メディ
心葉の医療用ドローン。心葉に付かず離れず、彼女の心拍や呼吸などを常に観測している。尻尾は聴診器になっている。
セルフィー
美衣奈のハート型ドローン。撮影機能やライトなどの自撮り機能に特化している。
トゥエルブ
声 - 斎藤茂一
「あんしん」にホストAIとして搭載されている高度汎用量子AI。セブンの教訓を活かし、知能制限がかけられている。知能量はセブンの10分の1以下。
セブン
史上最高知能に達したとされる量子AI。数々の発明をして技術革新を起こすが、「ルナティック」と呼ばれる制御不能状態に陥り、殺処分された。

## 設定
商業宇宙ステーション「あんしん」
地上350kmの低軌道を周回する世界で4番目の商業宇宙ステーションで「宇宙ホテル」とも呼ばれる。日本によって建設され、史上初の未成年者が宇宙で滞在できる施設となった。その名の通り、過剰とも言われる安全設計がウリ。一度経営破綻し、現在はディーグル社に買収されて民間で運営されている。
ルナティック（ルナティック・セブン事件）
AI「セブン」が陥ったとされる制御不能の状態、およびそれに関連する事件。セブンが人類史上最高レベルの知能を獲得したために発生したと言われているが、詳細は明らかにされていない。セブンの暴走と同時に、セブンが開発した製品が数々の事故を起こしたとされ、これを危機的状況と判断したUN2.1は、セブンを殺害させた。
セブン・ポエム
殺処分される直前までAI「セブン」が出力し続けた意味不明な文章と数式の羅列。内容の解析を試みるだけでなく、人類の未来を予言する天啓としてそれを崇めるカルト集団もあるため、オカルトとみなされることも多い。
UN2.1
AI時代に向けてバージョンアップした国際連合。AIの知能上昇は人間によって抑制されるべきとの考えを持つ。AIに否定的だったそれまでの国連（UN1）は常任理事国同士の利害対立や世界恐慌で機能しなくなったため、行政に超越的AIを参画させる世界中のAI肯定派の国々の支持を得て新しい国連（UN2）が設立された。しかし、ルナティックセブン事件を機に主導権を取り戻したAI懐疑派がAIの知能制限を主張してUN2.1を設立した。
知能リミッター
ルナティック・セブン事件の再発を恐れたUN2.1が定めたAIの知能上昇を制限する仕組みで、AからZまでアルファベット順にレベルが強化される。勝手に外すと法律違反となる。
ジョン・ドー
インターネット上に存在する謎の国際的ハッカー集団。
ディーグル
インターネット関連のサービスや製品に特化したアメリカの大手IT企業。また、宇宙開発にも意欲的。
ムーンチャイルド
月で生まれた15人の子供たちの呼び名。15人のうち10人が三歳までに亡くなった。月面の低重力が幼児の成長期に致命的な影響を与えることがわかり、残りの5人にはホルモンバランスの調整と反射や心肺機能など重要な生命維持機能の制御を行なうインプラントが脳内に埋め込まれた。第二次性徴期までに水や窒素に分解されるはずだったが、設計ミスにより不具合を残しながら溶け残った。現在まで生き残っているのは登矢と心葉の2人だけ。
低軌道宇宙
高度2,000km圏内という低い軌道内における宇宙空間のこと。この時代、アメリカや中国といった大国は月や火星や木星を目指しているが、保守的な日本は比較的安全なこの距離での宇宙開発を行なっている。
ピアコム
ピア・トゥ・ピア技術をベースとした架空の通信技術で、通信機器同士がインターネットを介さずに直接接続できる。この世界では広く普及している。
スマート
スマートフォンに代わる次世代ウェアラブル端末。手のひらや甲にプリンターで画面やコンピュータを印刷し、まるで手の裏表がスマホになったように見えるのが特徴。第一世代は手に貼り付けるシールタイプで、第二世代からプリントタイプになった。現在は第三世代。
オニクロスーツ
競争力のある衣料メーカーが手掛けたコストを抑えた宇宙服で、船外服ではなく船内服（与圧服）。非常に薄い素材で出来ているため、コンパクトに畳める一方、耐久性は低い。シェルターの床下などに透明な袋にパッケージされて備蓄されている。
AI（人工知能）
人類は企業の商品開発、宇宙ステーションなどの施設の維持管理、法務処理、人事、医療など、多くの事をAIに依存している。
商業彗星
水や炭素を資源利用するために月のラグランジュポイントまで移動させられた彗星。無人機によって散布されたマイクロマシンが彗星表面で自己増殖してコンピュータと保護膜を形成。彗星内部の物質を気化し、分子プラズマ推進膜で噴射して移動する。
無人攻撃船
UN2.1の宇宙攻撃船。彗星迎撃用核ミサイルやレールガンを搭載している。
ドローン
運搬用・観光用・施設管理用ドローン、スペースデブリを防ぐシールドドローン、ステーションの工事を行う3Dプリンタードローン、ガス噴射で無重力下での人の姿勢を制御するドローン靴など、様々な種類がある。
3Dプリンター
宇宙ステーション内の様々な部品や食品を製造するのに使用されている。
マリウス丘たてあなシティ
月のマリウスヒルに造られた日本初の有人月面基地にJAXAと外資によって建設された都市で、数百人が居住している。登矢と心葉はここで暮らしていたことがある。
日本実験棟「きぼう」
JAXAが開発した日本の宇宙実験棟で、国際宇宙ステーション (ISS) を構成するモジュールの1つだった。2025年に民間に払い下げられ、所有者を転々とした後、「あんしん」に買い取られて2044年に観光スポットとして設置された。
ICSアンテナ
「きぼう」の船外実験プラットフォームに設置された衛星間通信システム（Inter-orbit Communication System: ICS）用のアンテナ。本来は2017年に廃棄される予定だったが、記念品として保存されることになった。UN2.1には廃棄を迫られている。
量子暗号通信
セブンが未知技術で開発したとされる完全秘匿通信技術。
Sパターン
人類の技術を超越した自己増殖する量子回路。UN2.1によって危険なものだと認定され、禁止されている。セブンが開発した商品に使用されている。
SRU（サバティエ・リアクション・ユニット）
ポール・サバティエが発見したサバティエ反応という化学反応を使って二酸化炭素を分解して酸素を無限にリサイクルする生命維持装置。
宇宙エレベータ
建設中の宇宙エレベータ。未遂に終わったが前年にジョン・ドーのテロの対象になった。高度約36,000㎞の静止軌道に静止軌道ステーション（ターミナル）が設置されている。
JAXA（宇宙航空研究開発機構）
宇宙航空分野の基礎研究から開発・利用に至るまでを一貫して行う機関。もともと3つあった団体が統合されたもので、それぞれ相模原、筑波、調布に所在地があった。本作の世界では、相模原キャンパスと筑波は互いに対抗意識を持っている。登矢のTシャツの背中に書かれている「第2宇宙速度を出したことないだろ筑波」という言葉は、相模原が筑波を挑発したもの。
月刊マー
ノンフィクションをうたう月刊のオカルト情報誌。

## スタッフ
- 原作・監督・脚本 - 磯光雄
- 企画 - 勝股英夫、佐野真之
- 製作 - 大山良、遊佐和彦、小林泰、難波秀行
- プロデューサー - 岩瀬智彦
- 共同プロデューサー - 平原唯灯、伊藤幸弘、奥村葉
- キャラクターデザイン – 吉田健一
- メインアニメーター - 井上俊之
- デザインワークス - 磯光雄、石本剛啓、柿崎涼、川村巧、Niy、イリヤ・クブシノブ
- ゲストデザイン - 大童澄瞳
- 絵コンテ - 磯光雄、新井陽次郎、イリヤ・クブシノブ、古橋聡、村田和也
- 演出 - 磯光雄、寺田和生、伊藤秀樹、黒田明日香、古橋聡、本間晃
- 監督助手 - 寺田和生
- 総作画監督 - 吉田健一、井上俊之
- 作画監督 - 吉田健一、井上俊之、伊藤秀樹、瀬口泉、中原久文、西谷泰史、山門郁夫
- 美術監督 - 池田裕輔
- 色彩設計 - 田中美穂
- 3DCGI - 柿崎涼、石黒英彦
- モニターグラフィックス - 荒木宏文、鎌田理喜、千代松杏大
- 撮影 - 磯光雄、兼子慎哉、武山篤、陳思翰、藤島明弘
- 特殊効果 - 入佐芽詠美
- 編集 - 村上義典
- 音楽 - 石塚玲依
- 主題歌 - 春猿火「Oarana」（作詞・作曲: Vincent Diamante（フィンランド語版））
- 音響監督 - 清水洋史
- 音響効果 - 大塚智子
- アニメーションプロデューサー - 本多史典
- アニメーション制作 - Production +h.
- 製作 - 地球外少年少女製作委員会
- 配給 - アスミック・エース/エイベックス・ピクチャーズ

## 各話リスト
| 話数  | 脚本   | 絵コンテ                  | 演出              | 作画監督                                     | 総作画監督        |
| ----- | ------ | ------------------------- | ----------------- | -------------------------------------------- | ----------------- |
| 第1話 | 磯光雄 | 磯光雄                    | 磯光雄 寺田和生   | 吉田健一、井上俊之                           | 吉田健一          |
| 第2話 | 磯光雄 | 磯光雄 イリヤ・クブシノブ | 伊藤秀樹          | 井上俊之、伊藤秀樹 瀬口泉、山門郁夫          | 吉田健一 井上俊之 |
| 第3話 | 磯光雄 | 磯光雄 村田和也           | 黒田明日香 古橋聡 | 瀬口泉                                       | 吉田健一          |
| 第4話 | 磯光雄 | 磯光雄 古橋聡 新井陽次郎  | 本間晃            | 西谷泰史                                     | 吉田健一          |
| 第5話 | 磯光雄 | 新井陽次郎 磯光雄         | 伊藤秀樹          | 井上俊之、瀬口泉 伊藤秀樹、吉田健一 中原久文 | 吉田健一          |
| 第6話 | 磯光雄 | 磯光雄                    | 磯光雄 寺田和生   | 吉田健一                                     | 吉田健一          |

## 制作
宇宙を舞台にした作品という本作の構想が生まれたのは2014年の正月明け。監督の磯光雄がエイベックス・ピクチャーズの岩瀬智彦プロデューサーと数年間次回作の話をする中で、ようやく生まれた企画。ジュブナイルのオリジナル作品をやりたいという磯の意向を受けた岩瀬は企画をスタートさせたが、日本では大作や有名IP関連以外はハードルが高いジャンルであるため、なかなか企画が通らず、公開までに8年もかかってしまった。
2016年に宇宙ものが好きなアニメーターの吉田健一にいくつかの企画を見せたところ、予想通り本作を選んだために一緒に仕事をすることになった。吉田はシナリオの内容自体にはそれほど関わっていないが、磯は彼の反応を見て作品の方向性を探ったという。
2018年5月にシカゴで開催されたアニメコンベンションで本作の構想とSIGNAL.MDがアニメーション制作を担当することが発表された。しかし、様々な条件が整わず、制作は難航。企画継続のため、当時、SIGNAL.MDに所属していた本多史典が独立し、新たな制作会社Production +h.を設立する。そして2020年10月27日にあらためて2022年初春の公開が決定したことが発表された。

### 取材
磯はプロデューサーと共に自ら日本科学未来館やJAXAへ足を運び、相模原や筑波のJAXAの一般開放日に一般人として取材をした。

### 脚本
日本の宇宙ステーションに子どもたちが遊びに行き、そこで巻き起こる出来事を描くという根本は変わっていないが、考えつく展開のパターンを全て試すという磯の作り方のためにシナリオ打ちだけで約5年を要し、完成までに約100稿のシナリオが書かれた。
ストーリーは、まず磯が閃いたアイデアを採用するかどうかを科学考証担当のアドバイザーたちの意見を聞きながら決め、最終的に採用されたアイデアを全て使えるよう紐づけて逆算的に組み立てていった。
2017年から2019年にかけてイメージボードを描きながらシナリオを進めていった。2019年の年末から翌2020年1月まで、「インプラント」「彗星」「未来予知」という大きく分けて3つのバリエーションのシナリオを同時並行で進行させた。アイデアを思いついては喋って録音するということを繰り返す内に、2月に3つのシナリオを一体化させるプロットを思いつき、3月にシナリオを完成させた。それを基に5月に絵コンテを描き終えた。

### キャラクターデザイン
前作『電脳コイル』では磯が描いたデザインを基にしていたが、本作では主人公の登矢以外はほとんどのキャラクターがラフデザインから吉田健一に任されている。吉田は磯が求めていないデザインも描いてみて彼の反応を見て調整した。またキャラクターに漫画のような記号的な表情をさせているのは吉田ではなく、磯の絵コンテによる指示。
デザインの際、吉田は「良い絵」にすることを優先して他の人が描くことはあまり考慮しなかった。また作監作業で細部を確定させればいいという判断で決定稿に至らないまま作画作業に入った。

### 作画
作画には、3D背景やメカなどの3DCG表現だけでなく、手描きの2Dアニメーションの作画にも3DCGソフトウェアBlenderを積極的に用いる「Blender作画」が導入された。
脚本を基にStoryboard Proで絵コンテが作られ、それからBlenderにより3Dでほぼすべてのレイアウトが作成された。磯が芝居とタイミングをチェックしてOKが出たら作画監督が修正。それを基にTVpaintやCLIP STUDIO PAINTを使用した原画作業を行った。
ミニシリーズであることを活かし、主流の総作画監督の下に作画監督・作画監督補佐が大人数いるという分担が徹底されたやり方ではなく、キャラクターデザイナーの吉田健一が総作画監督と複数のエピソードの作画監督を兼任して可能な限り全体を取り仕切る、昔ながらの一極集中型の編成となっている。
全体的にスタッフの数は少なかったが、メインアニメーターの井上俊之がかなりの部分を担当してそれを支えた。
作画で参加を希望したイラストレーターのイリヤ・クブシノブが絵コンテでクレジットされているが、これは磯がオファーしたもの。しかし、初コンテということと第2話という重要な回だったことで、磯の手でかなり直されている。

### 撮影
撮影（コンポジット）工程では、磯が内容のチェックのほか、最終的な画面作りを行っている。また磯は本作では脚本と絵コンテに集中して作画にはほとんど参加していないが、ここで多くのカットに修正を加えている。

### キャスティング
声優のキャスティングについては、シナリオ段階からキャラクターとイメージが一致していた博士役の小林由美子以外はオーディションで選ばれた。コロナ禍ということでアフレコは基本的に全員別録りで行われた。

### 音楽
劇伴は石塚玲依が担当。サントラの制作がまだ脚本段階の頃から始まっているが、これは異例のこと。2018年4月から参加したが、すぐに磯が脚本作業に入ってしまった。半年ほどメールなどによる音源や文章のやり取りを続けた後、12月に初打ち合わせを行う。石塚にはあらかじめ磯からストーリーの概要や登場人物の設定と同時に参考曲付きの楽曲リストが与えられ、最初から具体的なシーンをイメージして作曲していった。音響監督の清水洋史が磯の意向を踏まえて音楽メニューを作成し、打ち合わせでは磯と石塚の間に立って両者のバランスを取った。また磯からは子どもたちの日常と危機的状況、および戦闘シーンのほとんどで使用される「スマホ的音楽」と宇宙空間やAIが作り出す抽象的な世界を表現する「シンフォニック」というキーワードが示された。前者は現実にあるスマホの通知音やジングルのような音で作成した。後者では磯の指示により、畏怖される存在をマイナーキーで表現するのではなく、どれもメジャーキーを使ったやさしい感じに仕上げている。レコーディングでは、石塚がコンピュータ上で作曲した音源を人間では演奏できない部分を除いてオーケストラの生演奏に差し替えている。また戦闘曲で多用される打ち込みのクラップ（拍手）は磯の趣味である。
2021年の4月と5月にレコーディングが行われた。それに合わせて3月から5月までの約3か月間、毎週リモートで長時間の定例会が開かれ、全曲について楽器単位で細部まで検証する打ち合わせを行った。
ミニシリーズだが、次々に展開が移り変わっていくので、3作分のサントラが必要だった。出来るだけ曲の使い回しはしたくなかったので、最終話近くの数曲はほぼフィルムスコアリングと言っていいものになっている。足りない曲は、楽曲から楽器ごとに音を抜き差しして雰囲気を変えることで磯と清水が後から映像に合わせて修正できるように作曲段階で工夫されていた。
主題歌は、世界で1億ダウンロードを達成したコンピュータゲーム『Sky 星を紡ぐ子どもたち』や『Flowery』の音楽を手掛けた南カリフォルニア出身のVincent Diamanteが作詞作曲し、バーチャルラップシンガーの春猿火が歌唱を担当した「Oarana」。歌詞はVincent Diamanteの生み出した創作言語で、作品の世界観を表現しており、タイトルも巨大な海棲生物を意味するという造語である。Vincent Diamanteは、制作スタジオのアニメーターや演出家のスタッフ募集に「作曲家」の名目で本人が直接アメリカ西海岸からメールで応募してきて、エンディングテーマを依頼された。リモートで磯とやり取りして楽曲を完成させ、2人で歌唱を担当する春猿火を選んだ。

## 公開・配信・放送
2022年1月28日より、Netflixにて世界同時配信された。日本国内では、3話ずつにまとめた前・後編の二部構成の劇場作品として、同年1月28日と2月11日よりそれぞれ2週間ずつ限定公開された。また公開に先立ち、同年1月20日と27日にメイキング特番がBSフジで放送された。
2023年11月11日より、NHK総合テレビジョンにてTV初放送。2024年9月7日、8日にNHK教育テレビジョンにて再放送。

## 関連商品

### 書籍
- 奥村葉 編『地球外少年少女 ビジュアルアーカイブス』創通、2022年1月28日。ISBN 978-4-8021-9350-4。
- 奥村葉 編『地球外少年少女 設定資料集』創通、2022年1月28日。ISBN 978-4-8021-9351-1。
- Febri編集部 編『地球外少年少女プロダクションノート』一迅社、2022年8月31日。ISBN 978-4-7580-1765-7。

## 音楽ソフト
サウンドトラック
| アーティスト | タイトル                                      | 発売日        | 規格 | 規格品番   | レーベル      |
| ------------ | --------------------------------------------- | ------------- | ---- | ---------- | ------------- |
| 石塚玲依     | 『地球外少年少女 オリジナルサウンドトラック』 | 2022年1月26日 | CD   | EYCA-13657 | avex pictures |

主題歌
- 「Oarana」
  - 作詞・作曲 - Vincent Diamante / 歌 - 春猿火
  - 2022年1月28日より各サブスクで配信リリース開始。

## 映像ソフト
| タイトル                                              | 発売日        | 規格   | 規格品番              | 販売元        | 備考                                                       |
| ----------------------------------------------------- | ------------- | ------ | --------------------- | ------------- | ---------------------------------------------------------- |
| 地球外少年少女 前編「地球外からの使者」劇場公開限定版 | 2022年2月11日 | DVD BD | EYB1-13658 EYX1-13659 | avex pictures | 上映と同時に各公開劇場で販売された後、ECサイトで一般販売。 |
| 地球外少年少女 後編「はじまりの物語」劇場公開限定版   | 2022年2月11日 | DVD BD | EYB1-13660 EYX1-13661 | avex pictures | 上映と同時に各公開劇場で販売された後、ECサイトで一般販売。 |
| 地球外少年少女 Collectors BOX                         | 2023年3月31日 | 2BD    | EYXA-14027〜8         | avex pictures |                                                            |

## メディアミックス

### 小説
カミツキレイニーによるノベライズ作品が小学館ガガガ文庫から前後編で刊行された。イラストは吉田健一と瀬口泉。内容はアニメの設定やストーリーをほぼ踏襲したものになっている。
- 磯光雄 原作、カミツキレイニー 著『地球外少年少女 前編 〜地球外からの使者〜』（2022年2月18日）ISBN 978-4-0945-3053-7
- 磯光雄 原作、カミツキレイニー 著『地球外少年少女 後編 〜はじまりの物語〜』（2022年2月18日）ISBN 978-4-0945-3054-4

### 漫画
谷垣岳によるコミカライズ作品が『となりのヤングジャンプ』（集英社）にて2023年5月12日より2024年2月2日まで連載された。全3巻。2023年10月19日に単行本の第1巻が発売。
- 磯光雄 原作、谷垣岳 漫画『地球外少年少女 1』（2023年10月19日）ISBN 978-4-0889-3027-5
- 磯光雄 原作、谷垣岳 漫画『地球外少年少女 2』（2023年11月17日）ISBN 978-4-0889-3056-5
- 磯光雄 原作、谷垣岳 漫画『地球外少年少女 3』（2024年2月19日）ISBN 978-4-08-893184-5